# Josip Bach
Josip Bach, hrvaški režiser in dramaturg, * 1874, † 1935.
Bach je bil med drugim tudi direktor Hrvaškega narodnega gledališča, kjer je predhodno delal kot režiser in dramaturg.